# Antonio Attolini Lack
José Antonio Attolini Lack (* 24. April 1931 in Ciudad Juárez; † 28. Februar 2012 in Mexiko-Stadt) war ein mexikanischer Architekt.

## Biografie
Attolini studierte an der Escuela Nacional de Arquitectura der Universidad Nacional Autónoma de México (UNAM) in Mexiko-Stadt und graduierte mit Ehrenerwähnung im Dezember 1955. Von da an entwarf er zahlreiche kommerzielle und religiöse Bauten sowie vor allem Wohnhäuser, anfangs überwiegend in Mexiko-Stadt, in León und in Cuernavaca. Ebenfalls seit 1955 war er Lehrstuhlinhaber an der Fakultät für Architektur an der UNAM und dozierte seit 1970 auch an der Universidad La Salle und der Universidad Anáhuac México Sur. Er ist emeritiertes Mitglied der Academia Mexicana de Arquitectura.

## Auszeichnungen
- 1961: Premio Casa-habitación
- 1992: Goldmedaille bei der II. Biennale für Architektur
- 2002: Nationalpreis für Architektur